# Державні нагороди Бутану
Нижче наведено перелік державних нагород королівства Бутан.

## Ордени
- «Королівський орден Бутану» (Druk Thuksey, англ. The Royal Order of Bhutan). Орден заснований королем Джігме Дорджі Вангчуком в 1966 році як вища цивільна нагорода Бутану. Орденом нагороджуються піддані Бутану та іноземні громадяни. Орден має три класи.
- «Орден Драконового короля» (Druk Gyalpo, англ. The Order of the Dragon King). Орден заснований королем Джігме Сінг'є Вангчуком в листопаді 2008 року як головний національний орден країни. Орден має два класи.
- «Національний орден за заслуги» (англ. The National Order of Merit). Орден заснований королем Джігме Кхесар Намг'ял Вангчуком в 2008 році. Орденом нагороджують за видатні заслуги перед державою. Орден має три класи.
- Орден «Велика перемога дракона-громовержця» (Druk Wangyel, англ. Great Victory of the Thunder Dragon). Орден заснований королем Джігме Сінг'є Вангчуком в 1985 році. Орден має два класи.

## Медалі
- Медаль «Визнання влади» (англ. Maharaja Ugyen Wangchuck Medal). Медаль заснована Уг'єн Вангчуком в листопаді 1909 року на відзначення його коронації в 1907 році. Медаллю нагороджували за видатні заслуги перед державою. Медаль мала три класи (1. Золота. 2. Срібна. 3. Мідна.). Медаль була скасована після 1950 року.
- Медаль «Коронація короля Джігме Сінг'є» (англ. King Jigme Singye Coronation Medal). Медаль заснована королем Джігме Сінг'є Вангчуком на відзначення його коронації 2 червня 1974 року. Згодом стала нагородою за заслуги. Медаль мала два класи (1. Золота. 2. Срібна.).
- Медаль «Перемога дракона-громовержця» (Druk Yugyel, англ. Victory of the Thunder Dragon). Медаль є вищою військовою нагородою Бутану. Має один клас.
- «Медаль пошани» (англ. Medal of honour). Медаллю нагороджують військових, королівських охоронців, народних ополченців, поліцейських і працівників лісової охорони за заслуги з підтримки законності і порядку. Також нагороджують цивільних осіб, які допомагали при проведенні операцій. Медаль має три класи (1. Drakpoi Wangyel, 2. Drakpoi Thuksey, 3. Drakpoi Khorlo)
- Ювілейна медаль короля Джігме Сінг'є (англ. King Jigme Singye Silver Jubilee Medal). Медаль заснована королем Джігме Сінг'є Вангчуком в ознаменування 25-ї річниці його коронації 2 червня 1999 року. Медаль має два класи (1. Золота. 2. Срібна.).
- Медаль «Коронація короля Джігме Кхесар Намг'яла» (англ. King Jigme Khesar Namgyal Coronation Medal). Медаль заснована королем Джігме Кхесар Намг'ял Вангчуком в серпні 2008 року на відзначення його коронації 6 листопада 2008 року. Медаль має три класи (1. Золота. 2. Срібна. 3. Мідна.).
- Медаль «За 9 років служби» (Leytsoen Tama). Медаль заснована королем Джігме Дорджі Вангчуком в 1966 році для нагородження військовослужбовців і поліцейських за 9 років гідної служби. Медаль має один клас (срібна).
- Медаль «За 15 років служби» (Geypel Tama). Медаль заснована королем Джігме Дорджі Вангчуком в 1966 році для нагородження військовослужбовців і поліцейських за 15 років гідної служби. Медаль має один клас (срібна).
- Медаль «За 25 років служби» (Paden Tama). Медаль заснована королем Джігме Дорджі Вангчуком в 1966 році для нагородження військовослужбовців і поліцейських за 25 років гідної служби. Медаль має один клас (срібна).